# Regimul de la Vichy

Franța sub ocupație germană. Zona din sud cu albastru a fost ocupată de Wehrmacht începând cu noiembrie 1942. Zona cu galben era sub administrare italiană.

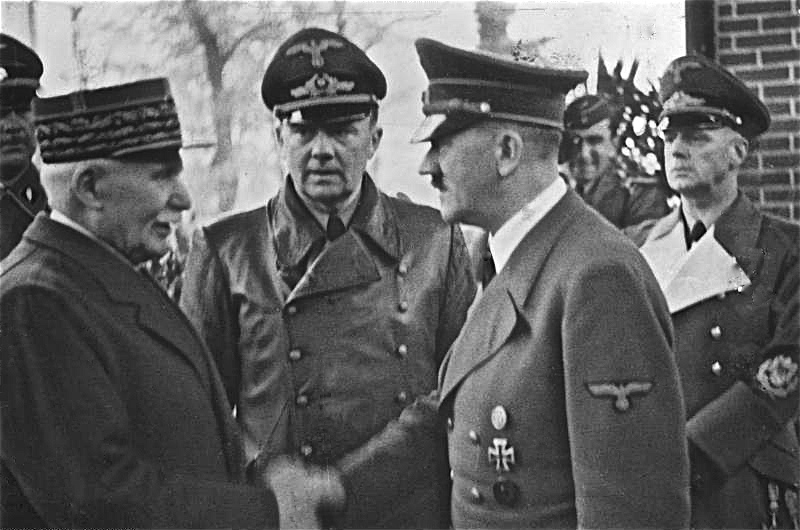
Mareșalul Philippe Pétain dând mâna cu Hitler.

Stindardul prezidențial

Statul francez (franceză L'État Français), cunoscut și ca Regimul de la Vichy (franceză Régime de Vichy) a fost regimul politic al Franței din 1940 până în 1944 apărut după ce în Al Doilea Război Mondial Germania Nazistă a învins Franța și Grupul Expediționar Britanic în Bătălia Franței. Wehrmachtul a ocupat nordul Franței, zonă în care Regimul de la Vichy avea autoritate redusă, autoritate mai mare având în sudul neocupat. Totuși, în noiembrie 1942 și sudul Franței a fost ocupat în întregime și supus în totalitate guvernării germane.
Regimul de la Vichy a fost aliat cu Puterile Axei. El succeda cea de a Treia Republică Franceză. Aceasta din urmă a fost abolită pe 10 iulie 1940, și noul regim a fost instaurat pe teritoriul principal. 
În acea perioadă, guvernul a fost învestit la Vichy, de aceea îl numim guvernul de la Vichy.

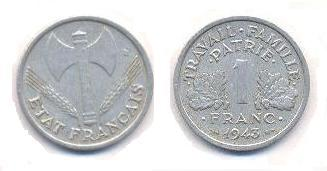
Moneda de un franc, 1943

„Actele constituționale”, adoptate la 11 iulie 1940 de Senat și de Camera deputaților reunite în Parlament la Vichy, au instituit Statul francez în loc de Republică.
Mareșalul Pétain s-a folosit în totalitate de putere, pentru că considera, că înfrângerea Franței se datora nu armatei, ci sistemului republican, astfel că a schimbat moto-ul Republicii: Liberte, Egalite, Fraternite cu Travail, famille, patrie - „Muncă, Familie, Patrie”. Se acorda rol important bisericii catolice pentru a înlesni reînnoirea morală a societății. Asemenea altor sisteme fasciste, accentul se punea pe unitatea națiunii, care presupunea antipatia față de grupuri care se considera că nu fac parte din această unitate, cum ar fi protestanții, evreii și masonii. Contând vă astfel vor câștiga bunăvoința germanilor, pe baza antisemitismului unor grupuri de dreapta, Regimul de la Vichy a ajutat la adunarea a 76.000 evrei și deportarea lor în lagărele de concentrare ale celui de-al Treilea Reich. Sub miniștrii lui Pétain, Laval și Darlan statul francez  s-a conformat tot mai mult exigențelor germane, pentru care au avut de câștigat foarte puțin. În 11 noiembrie 1942, cu ocazia debarcării americanilor în Maroc (în scopul deschiderii frontului în Africa prin atacarea Afrika Korps al lui Erwin Rommel),  și sudul Franței a fost ocupat de germani pentru a asigura sudul Franței de o eventuală invazie. În 7 septembrie 1944 Regimul de la Vichy a încetat practic să existe, când l-au obligat pe Pétain să se mute cu regimul în Sigmaringen, un oraș în sudul Germaniei.
În toată perioada ocupației legitimitatea Regimului de la Vichy a fost permanent contestată de generalul exilat Charles de Gaulle, care se considera reprezentantul legitim al Franței.
După eliberarea Franței în 1944, marea majoritate a liderilor Regimului de la Vichy au fost judecați și câțiva dintre ei au fost condamnați la moarte pentru trădare, crime de război sau complicitate la Holocaust.
Mii de colaboratori au fost executați fără judecată de forțele locale ale Rezistenței franceze.
Philippe Pétain a fost condamnat la moarte pentru trădare, dar pedeapsa a fost comutată de generalul Charles de Gaulle la închisoare pe viață, ținând cont de prestația lui Pétain în Primul Război Mondial.
Legile adoptate de Regimul de la Vichy au fost abrogate printr-o ordonanță din 9 august 1944 care a reinstaurat Republica.